# Flat Rock (Michigan)
Flat Rock é uma cidade localizada no estado americano do Michigan, no Condado de Wayne.

## Demografia
Segundo o censo americano de 2000, a sua população era de 8488 habitantes.
Em 2006, foi estimada uma população de 9560, um aumento de 1072 (12.6%).

## Geografia
De acordo com o United States Census Bureau tem uma área de 17,7 km², dos quais 17,4 km² cobertos por terra e 0,3 km² cobertos por água. Flat Rock localiza-se a aproximadamente 182 m acima do nível do mar.

## Localidades na vizinhança
O diagrama seguinte representa as localidades num raio de 8 km ao redor de Flat Rock.